# 新型芸人オークション キリウリ〜お金のためならここまでやります〜
『新型芸人オークションキリウリ〜お金のためならここまでやります〜』（しんがたげいにん- おかねのためならここでやります）は、TBS系列にて不定期で放送されているバラエティ特別番組である。

## 番組内容
提示されたお題に対して芸人たちが企画を考案し、賞金獲得をかけて考案した企画に挑戦する。

## 出演者

### 司会
- 宮迫博之
- 千原ジュニア

### 出品する芸人

#### 第1回
| - 有吉弘行 - イワイガワ - オードリー - 大西ライオン - クールポコ - クワバタオハラ - 小島よしお - サンドウィッチマン - 庄司智春（品川庄司） - たむらけんじ - チェリー☆パイ - チョコレートプラネット - 天津 - 東京ダイナマイト - ななめ45° | - バッファロー吾郎 - 花香芳秋 - ハリウッドザコシショウ - パンクブーブー - Bコース - 日村勇紀（バナナマン） - フットボールアワー - ブラックマヨネーズ - フルーツポンチ - ほっしゃん。 - 安田大サーカス - 山下しげのり（ジャリズム） - 若月 - 渡辺直美 |

#### 第2回
| - アジアン - アンガールズ - いとうあさこ - 小木博明（おぎやはぎ） - オードリー - 狩野英孝 - カンニング竹山 - 小籔千豊 - サバンナ - ザブングル - ジャリズム - 庄司智春（品川庄司） - たむらけんじ - 椿鬼奴 - 出川哲朗 | - 鳥居みゆき - バッドボーイズ - バッファロー吾郎 - ハライチ - ハリセンボン - パンクブーブー - Bコース - ピース - FUJIWARA - フルーツポンチ - 安田大サーカス - 野性爆弾 - レイザーラモンRG - ロッチ |

### VTRのみゲスト
- 田村淳（ロンドンブーツ1号2号） - 第2回
- 徳井義実（チュートリアル） - 第2回
- チェ・ホンマン - 第2回

### ナレーション
- ケイ・グラント

## スタッフ
第2回時点
- 構成：興津豪乃、寺田智和／松本真一、大井洋一
- TM・TD：中澤健
- CAM：中島文章
- VE：下山剛司
- 音声：相馬敦
- 照明：渋谷康治
- ロケ技術：SWISH JAPAN
- 美術プロデューサー・美術デザイン：山口智広
- 美術制作：羽田一成
- 電飾：本田英喜
- 装置：相良比佐夫
- 装飾：深山健太郎
- 衣裳：太田和美
- メイク：吉田謙二
- 持道具：貞中照美
- タイトルデザイン：草野剛
- CG：服部泰仁
- 編集：高橋雄人
- MA：岩下順
- 音響効果：石川良則
- TK：伊藤佳加
- 編成：藤原麻知
- デスク：松崎由美
- AP：鈴木愛子
- ディレクター：和田英智、斉藤崇、塩谷泰孝、高田脩
- 総合演出・プロデューサー：藤井健太郎
- CP：合田隆信
- 製作著作：TBS